# Wohnanlagen der Bauhütte „Hansa“
Die Wohnanlagen der Bauhütte „Hansa“ in Bremen-Neustadt, Ortsteil Südervorstadt, Friedrich-Ebert-Straße 154–173, 179–209, 211–217, Neuenlander Straße 42–54, Bodenheimer Straße 94 und Schleiermacherstraße 1+2, stammen von 1929 bis 1932. 
Die Gebäudeanlage steht seit 2020 unter Bremischem Denkmalschutz.

## Geschichte
Die vier- bis fünfgeschossige verklinkerte kubische Wohnanlage mit standardisierten, aber unterschiedlichen Wohnungsgrundrissen wurde von 1929 bzw. 1932 in zwei Bauabschnitten nach Plänen von Baumeister Johannes Willy Berner und Architekt Erich Bohne in der Formensprache des Neuen Bauens von der Bauhütte Hansa für die gewerkschaftliche Gewoba (Bremen) gebaut. Anders als bei der ersten Wohnanlage der Gewoba an der Gröpelinger Heerstraße, dem Gewerkschaftsblock, verzichtete die Bauhütte auf eine Untergliederung der langgestreckten Straßenfassaden an der breiten Ausfallstraße. Mit funktionaler Gestaltung und moderner Ausstattung wurde sozialpolitisch angemessener und bezahlbarer Wohnraum geschaffen.
Das Landesamt für Denkmalpflege Bremen befand: „Unter den Wohnanlagen, die in der Zwischenkriegszeit in Bremen errichtet wurden, nimmt die Siedlung an der Friedrich-Ebert-Straße eine Sonderstellung ein. Als eines der wenigen Großprojekte des genossenschaftlichen Wohnungsbaus in Bremen ist sie für die Sozial- und Politikgeschichte der Stadt von herausragender Bedeutung. Die Gestaltung […] stieß von Seiten der Bürgerschaft auf Ablehnung.“
Die Bauhütte Hansa, damals einer der größten Baubetriebe Bremens, plante in Bremen u. a. auch die Wohn- und Geschäftshäuser Gastfeldstraße 15 bis 19.